# Bechhofen, Franconia Mijlocie
Bechhofen este o comună în regiunea administrativă Franconia Mijlocie din landul Bavaria, Germania.